# José Sá
José Pedro Malheiro de Sá (phát âm tiếng Bồ Đào Nha: [ʒuˈzɛ sa]; sinh ngày 17 tháng 1 năm 1993) là một cầu thủ Bóng đá chuyên nghiệp người Bồ Đào Nha, anh chơi ở vị trí Thủ môn và hiện đang thuộc biên chế câu lạc bộ Wolverhampton Wanderers và đội tuyển quốc gia Bồ Đào Nha.
Trong sự nghiệp của mình, Sá từng chơi cho Marítimo, Porto (cả đội trẻ và đội một), Olympiacos và Wolverhampton Wanderers, từng 2 lần vô địch Giải bóng đá Hy Lạp với câu lạc bộ Olympiacos.
Sá cũng từng thi đấu cho U21 Bồ Đào Nha, từng vào tới chung kết Giải vô địch bóng đá U-21 Châu Âu năm 2015. Sá cũng có tên trong danh sách cầu thủ của Bồ Đào Nha tham dự Cúp Liên đoàn các châu lục 2017.

## Sự nghiệp Câu lạc bộ

### Marítimo
Sinh ra ở Braga, Sá hoàn thành quá trình phát triển với câu lạc bộ ở Madeira có tên là C.S. Marítimo. Ngày 23 tháng 1 năm 2013, Sá có trận debut với đội B, anh chơi đủ 90 phút trong trận hoà 0-0 trước U.D. Oliveirense ở Giải bóng đá hạng nhì Bồ Đào Nha.
Mùa hè năm 2013, Sá được đôn lên đội một bởi huấn luyện viên Pedro Martins. Sá chơi trận đầu tiên ở Giải bóng đá Ngoại hạng Bồ Đào Nha vào ngày 18 tháng 8 trong chiến thắng 2-1 trước Benfica, và tiếp tục bắt chính ở trận đấu tiếp theo, trận thua 3-0 trước Porto.

### Porto
Vào ngày 25 tháng 1 năm 2016, cả Sá và đồng đội Moussa Marega đều gia nhập Porto theo hợp đồng có thời hạn 4 năm rưỡi.Trong thời gian đầu ở câu lạc bộ, anh là sự lựa chọn thứ hai sau tuyển thủ Tây Ban Nha Iker Casillas
Sá có trận ra mắt tại UEFA Champions League trong trận thua 3-2 ở vòng bảng trước RB Leipzig và phạm lỗi ở phút thứ tám dẫn đến bàn thua đầu tiên.Sau đó anh được ra sân nhiều hơn,nhưng sau trận thua 5-0 trên sân nhà trước Liverpool,anh ấy lại mất vị trí của mình

### Olympiakos
Vào ngày 31 tháng 8 năm 2018, theo yêu cầu của huấn luyện viên Sérgio Conceição ,Sá gia nhập Olympiacos FC theo dạng cho mượn kéo dài một mùa giải. Anh ấy trở thành sự lựa số một ngay sau khi đến vì đội được huấn luyện bởi người đồng hương và cựu huấn luyện viên của Marítimo,Martins.
Vào ngày 15 tháng 5 năm 2019,Sá chính thức gia nhập Olympiakos với một bản hợp đồng có thời hạn 4 năm.

### Wolverhampton Wanderers
Vào ngày 15 tháng 7 năm 2021, Sá gia nhập câu lạc bộ Anh Wolverhampton Wanderers với phí chuyển nhượng 8 triệu euro,kèm theo bản hợp đồng có thời hạn 5 năm.Anh gia nhập câu lạc bộ nhằm thay thế người đồng hương giàu kinh nghiệm Rui Patrício ,đã gia nhập AS Roma.Anh ra mắt Premier League trong trận thua 0-1 trước Leicester City F.C.